# Langlaufen op de Olympische Winterspelen 2018 - Estafette vrouwen
De 4x5 kilometer estafette voor vrouwen tijdens de Olympische Winterspelen 2018 vond plaats op 17 februari 2018 in het Alpensia Cross-Country Centre in Pyeongchang. Regerend olympisch kampioen was Zweden. Zweden moest ditmaal genoeg nemen met de zilveren medaille.

## Tijdschema
| Datum       | Lokale tijd | MET   |
| ----------- | ----------- | ----- |
| 17 februari | 18:30       | 10:30 |

## Uitslag
| Rang   | Bib | Land | Tijd                                    | Achterstand |
| ------ | --- | --- | --------------------------------------- | ----------- |
| Goud   | 1   | Noorwegen Ingvild Flugstad Østberg Astrid Jacobsen Ragnhild Haga Marit Bjørgen                            | 51:24.3 13:28.9 14:15.9 11:46.7 11:52.8 | —           |
| Zilver | 2   | Zweden Anna Haag Charlotte Kalla Ebba Andersson Stina Nilsson                                             | 51:26.3 13:50.3 13:26.4 12:11.4 11:58.2 | +2.0        |
| Brons  | 5   | Olympische atleten uit Rusland Natalja Neprjajeva Joelia Beloroekova Anastasia Sedova Anna Netsjajevskaja | 52:07.6 13:24.5 13:50.5 12:13.4 12:39.2 | +43.3       |
| 4      | 3   | Finland Aino-Kaisa Saarinen Kerttu Niskanen Riitta-Liisa Roponen Krista Pärmäkoski                        | 52:26.9 13:44.4 13:40.7 12:45.2 12:16.6 | +1:02.6     |
| 5      | 4   | Verenigde Staten Sophie Caldwell Sadie Bjornsen Kikkan Randall Jessica Diggins                            | 52:44.8 14:26.0 13:54.2 12:12.9 12:11.7 | +1:20.5     |
| 6      | 6   | Duitsland Stefanie Böhler Katharina Hennig Victoria Carl Sandra Ringwald                                  | 53:13.7 14:16.4 13:53.9 12:37.9 12:25.5 | +1:49.4     |
| 7      | 7   | Zwitserland Laurien van der Graaff Nadine Fähndrich Nathalie von Siebenthal Lydia Hiernickel              | 53:15.8 13:59.9 13:46.8 12:22.4 13:06.7 | +1:51.5     |
| 8      | 12  | Slovenië Anamarija Lampič Katja Višnar Alenka Čebašek Vesna Fabjan                                        | 53:55.7 13:28.4 14:47.7 12:22.1 13:17.5 | +2:31.4     |
| 9      | 9   | Italië Anna Comarella Lucia Scardoni Elisa Brocard Ilaria Debertolis                                      | 54:22.0 14:25.2 14:19.9 12:29.2 13:07.7 | +2:57.7     |
| 10     | 8   | Polen Ewelina Marcisz Justyna Kowalczyk Martyna Galewicz Sylwia Jaśkowiec                                 | 54:30.9 14:23.1 14:13.0 13:14.8 12:40.0 | +3:06.6     |
| 11     | 11  | Tsjechië Kateřina Beroušková Karolína Grohová Petra Nováková Barbora Havlíčková                           | 55:17.1 14:06.2 14:49.4 12:45.3 13:36.2 | +3:52.8     |
| 12     | 13  | Frankrijk Aurore Jéan Anouk Faivre-Picon Coraline Thomas Hugue Delphine Claudel                           | 55:50.2 14:37.7 14:43.7 12:52.2 13:36.6 | +4:25.9     |
| 13     | 10  | Canada Dahria Beatty Emily Nishikawa Cendrine Browne Anne-Marie Comeau                                    | 56:14.6 15:00.2 14:35.0 12:53.7 13:45.7 | +4:50.3     |
| 14     | 14  | Wit-Rusland Anastasia Kirillova Joelia Tichonova Polina Seronosova Valentina Kaminskaja                   | 57:56.1 15:46.7 14:47.3 13:16.4 14:05.7 | +6:31.8     |